# Dismac Industrial S.A.
A Dismac Industrial S.A. foi uma empresa brasileira fundada em 25 de janeiro de 1973, em Manaus, pelo austríaco Joseph Martin Feder. Inicialmente, a empresa dedicou-se à fabricação de máquinas de escrever e calcular, expandindo posteriormente sua linha de produtos para incluir calculadoras eletrônicas, computadores domésticos e clones de consoles de videogame, como o Atari 2600 e o Nintendo Entertainment System (NES).

## História
A Dismac iniciou suas atividades produzindo equipamentos de escritório, como máquinas de escrever e calculadoras mecânicas. Com o avanço da tecnologia, a empresa adaptou-se ao mercado, passando a fabricar calculadoras eletrônicas que se tornaram populares no Brasil durante as décadas de 1970 e 1980.

## Produtos

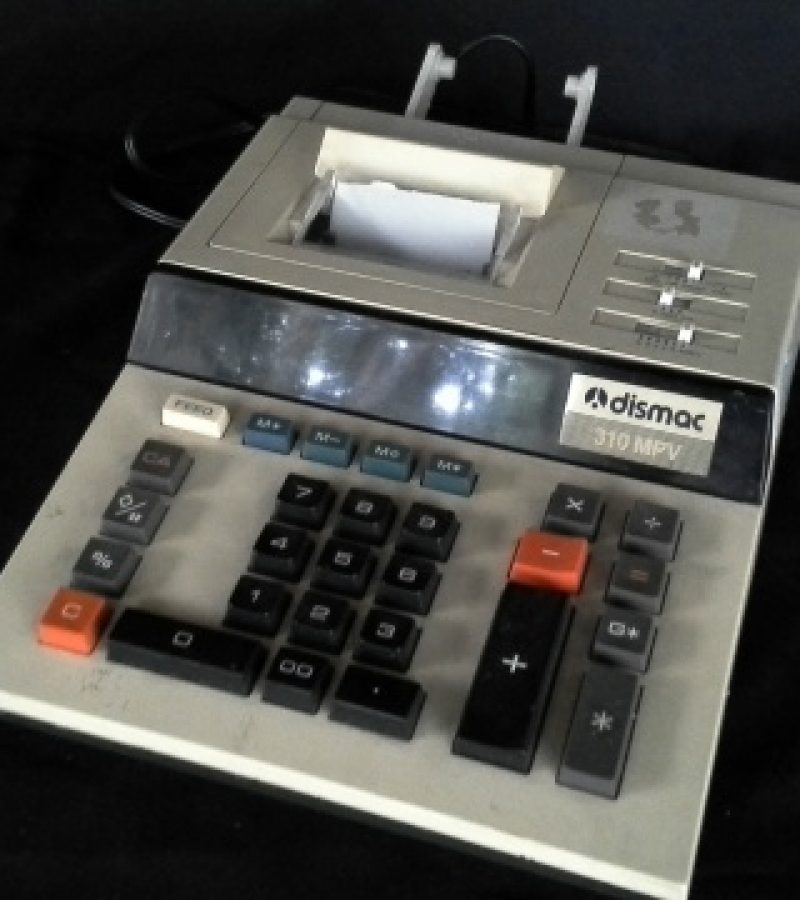
Calculadora Dismac 310 MPV
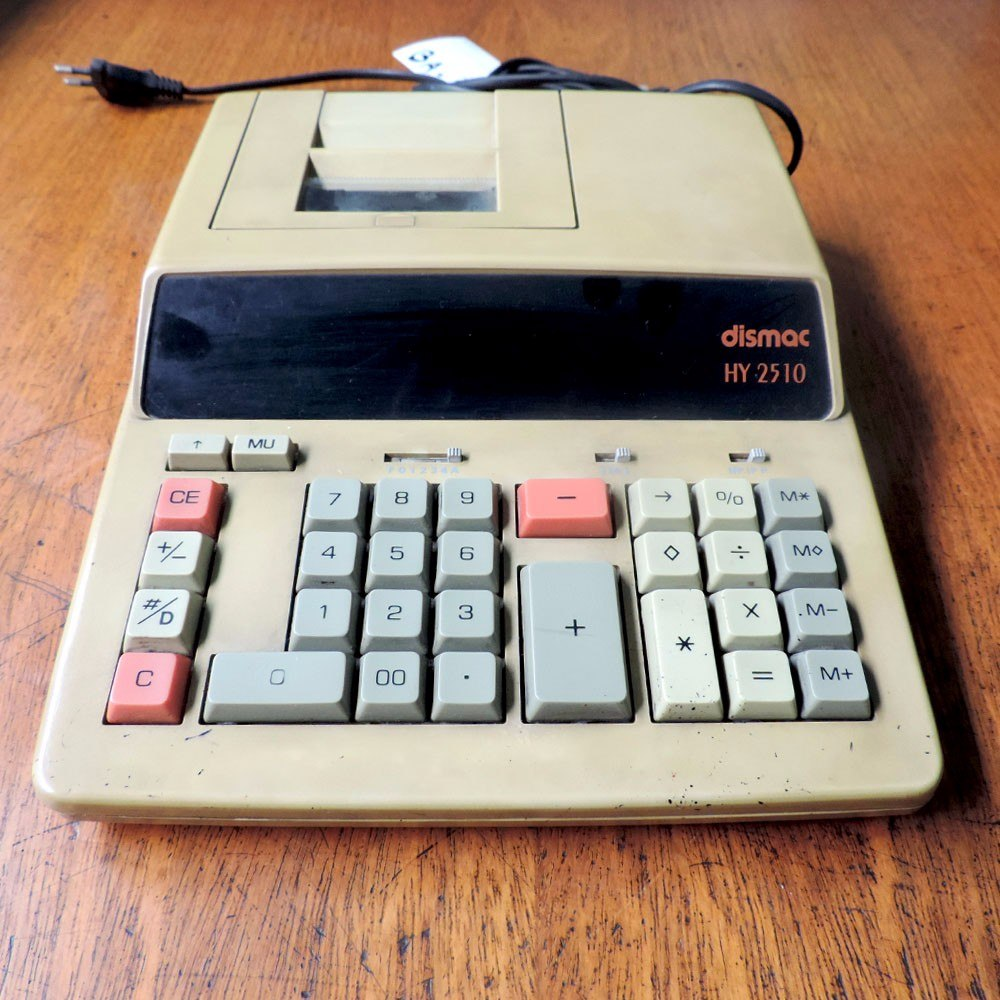
Calculadora Dismac HY-2510
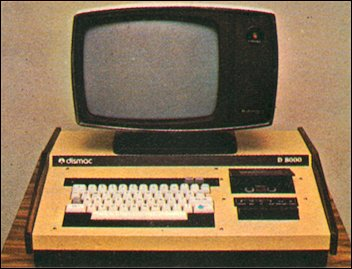
Computador Dismac D-8000
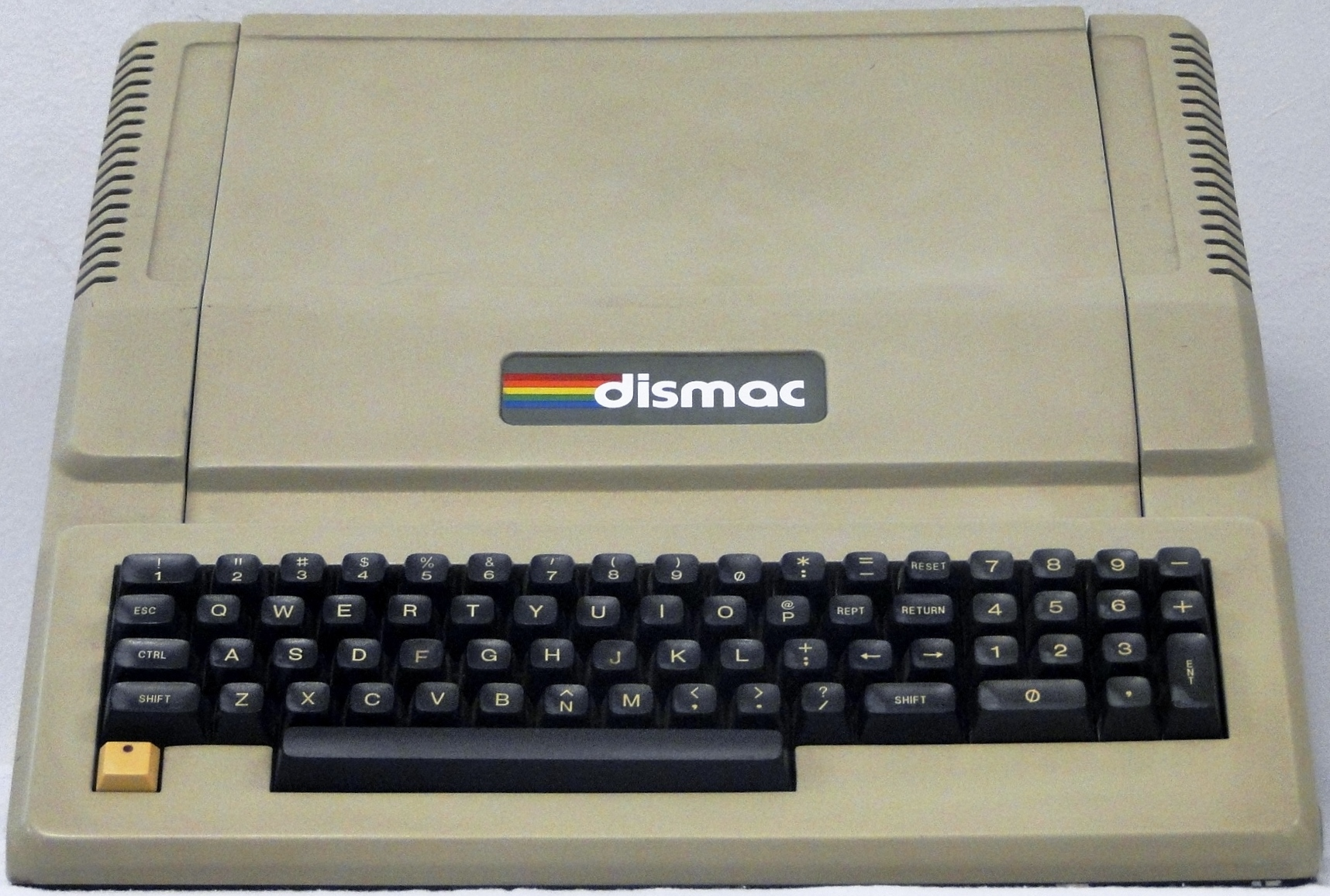
Computador Dismac D-8100
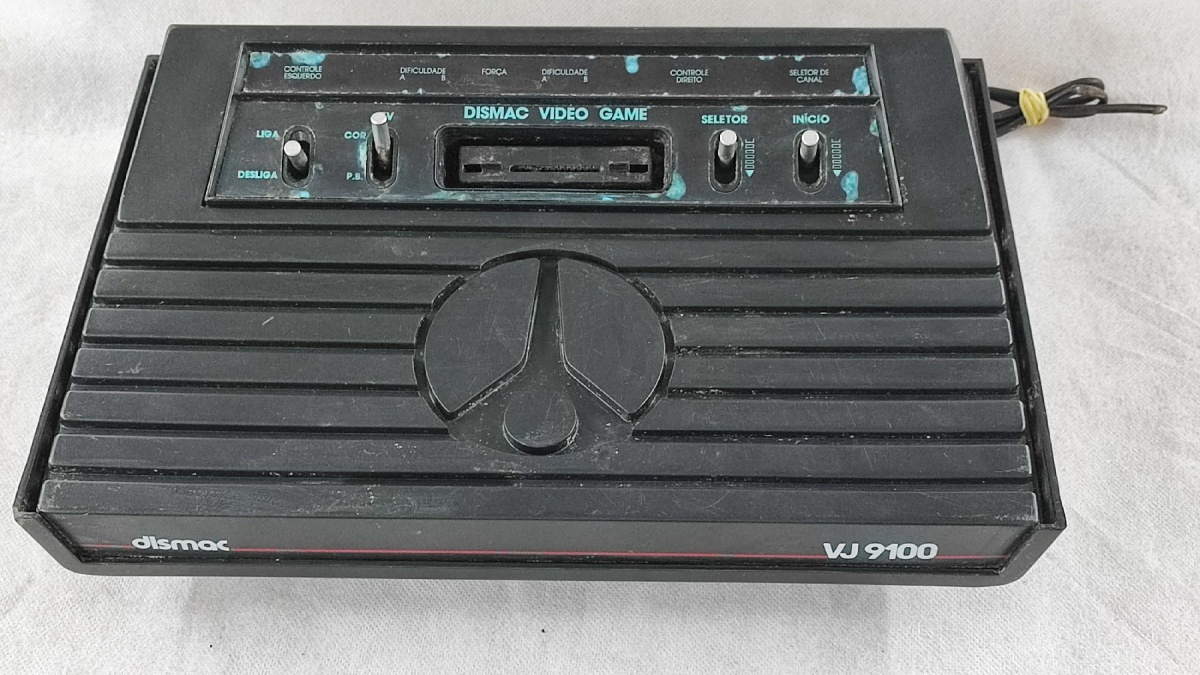
Videogame Dismac VJ9100
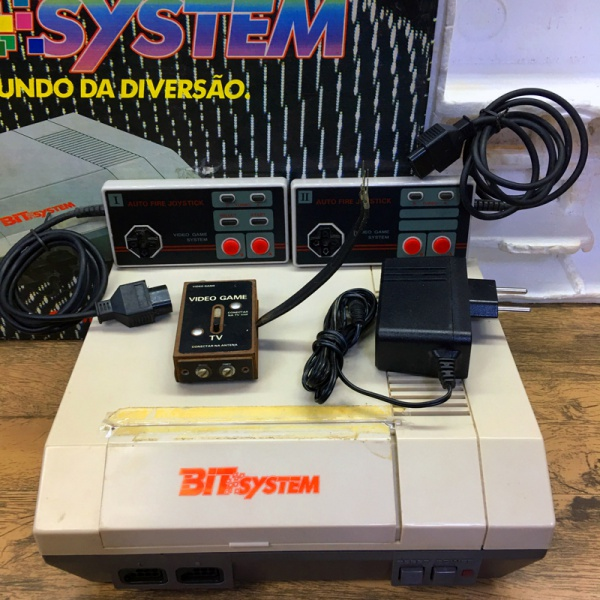
Videogame Dismac Bit System

### Calculadoras
A Dismac destacou-se pela produção de diversas calculadoras eletrônicas, que se tornaram comuns em escritórios e residências brasileiras. Modelos notáveis incluem:
- Dismac 310 MPV:

Uma calculadora de mesa com impressão, utilizada amplamente em ambientes comerciais.
- Dismac Minicron 1624:

Modelo portátil que oferecia funções básicas para uso diário.
- Dismac HY-2510:

Calculadora elétrica de mesa, conhecida por sua durabilidade e eficiência.
Esses modelos contribuíram para a popularização das calculadoras eletrônicas no Brasil, oferecendo alternativas acessíveis e de qualidade para o mercado nacional.

### Dismac D-8000
Em 1980, a Dismac lançou o D-8000, considerado o primeiro computador doméstico fabricado no Brasil. Este modelo era um clone do TRS-80 Modelo I e apresentava as seguintes características:
- Processador: Zilog Z80A operando a 2 MHz.
- Memória: 16 KiB de RAM e 16 KiB de ROM contendo o BASIC Level II.
- Armazenamento: Gravador de cassete embutido no gabinete, operando a 300 bauds.
- Vídeo: Saída para televisor PAL-M, com modos de texto de 64×16 ou 32×16 caracteres e modo semigráfico de 128×48.
- Teclado: Mecânico com 51 teclas integrado ao gabinete.

Em 1981, o D-8000 tornou-se o primeiro microcomputador vendido em uma loja de departamentos no Brasil, sendo comercializado no Mappin da Praça Ramos, em São Paulo. Apesar do preço elevado para a época, foram vendidas dez unidades em três semanas, um número significativo para o período.
Posteriormente, a Dismac lançou os modelos D-8001 e D-8002, que eram evoluções do D-8000, incorporando melhorias como unidades de impressão e outros periféricos. No entanto, a empresa logo direcionou seus esforços para a produção de clones do Apple II, acompanhando as tendências do mercado.

### Dismac D-8100
Em 1981, a Dismac expandiu sua linha de computadores domésticos com o lançamento do D-8100, um clone brasileiro do Apple II. Este modelo apresentava as seguintes especificações técnicas:
- Processador: MOS Technology 6502 de 8 bits, operando a 1 MHz.[7]

- Memória: 48 KiB de RAM, expansível até 128 KiB por meio de placas de expansão.[8]

- Armazenamento: Unidade de disquete de 5,25 polegadas com capacidade de 140 KiB por lado, permitindo o uso de ambos os lados do disquete.[9]

- Sistema Operacional: AppleSoft BASIC e Apple DOS 3.3.[10]

O D-8100 foi bem recebido no mercado brasileiro, especialmente entre profissionais de programação que utilizavam linguagens como BASIC e sistemas operacionais como CP/M, graças à possibilidade de expansão com placas adicionais, como a placa Z80.
Este modelo consolidou a presença da Dismac no mercado de microcomputadores no Brasil, oferecendo uma alternativa nacional ao Apple II e contribuindo para a disseminação da informática no país durante a década de 1980.

### Videogames
Nos anos 1980, a Dismac entrou no mercado de videogames, produzindo clones de consoles populares da época, devido às restrições de importação e à ausência de representantes oficiais de algumas marcas no Brasil. Entre os principais modelos estão:
- Dismac VJ-9000/9100:

Clone do Atari 2600, conhecido por sua compatibilidade com os cartuchos originais e por apresentar um design semelhante ao do console original.
- Dismac Bit System:

Clone do NES, compatível com cartuchos americanos e reconhecido por sua qualidade de construção e desempenho.
Esses consoles permitiram que muitos brasileiros tivessem acesso a jogos eletrônicos, contribuindo para a disseminação da cultura gamer no país.

## Legado
A Dismac Industrial S.A. desempenhou um papel significativo na história da tecnologia no Brasil, tanto na popularização das calculadoras eletrônicas quanto na introdução dos computadores domésticos e de consoles de videogame no mercado nacional. Seus produtos são lembrados por sua qualidade e por terem tornado a tecnologia mais acessível aos brasileiros durante as décadas de 1970 e 1980.